# 小行星4203
小行星4203（4203 Brucato）是一颗绕太阳运转的小行星，为主小行星带小行星。该小行星于1985年3月26日发现。

## 轨道参数
小行星4203的轨道半长轴为2.6050347 UA，离心率为0.136。